# Кут (Њамц)
Кут (рум. Cut) насеље је у Румунији у округу Њамц у општини Думбрава Рошије. Oпштина се налази на надморској висини од 299 m.

## Становништво
Према подацима из 2002. године у насељу је живело 2464 становника, од којих су сви румунске националности.